# Frank Claussen
Frank Claussen (n. Stavanger, Noruega; 19 de marzo de 1976) es un guitarrista noruego de Heavy metal y Gothic metal.
Formó parte de la banda de Thrash metal Malpractice. En el año 1997 sustituyó a Tommy Lindal en el grupo de gothic metal Theatre of Tragedy pasando a ser el segundo guitarrista de la banda y uno de los miembros más permanentes. Se mantuvo en la formación hasta la separación oficial de Theatre of Tragedy en 2010, tiempo en el que participó en el lanzamiento de cinco álbumes de estudio, uno en vivo y varios EP. Actualmente se unió a la banda noruega The River Knows junto con Tommy Olsson.
Por lo general usa una guitarra marca Gibson Les Paul.

## Discografía

### Con Theatre of Tragedy
- Aégis (1998)
- Musique (2000)
- Closure: Live - Concierto (2001)
- Inperspective - Compilación EP (2001)
- Assembly (2002)
- Two Originals - Compilación (2003)
- Storm (2006)
- Forever is the World (2009)
- Addenda-EP (2010)

#### Sencillos
- "Cassandra", 1998
- "Image", 2000
- "Machine", 2001
- "Let You Down", 2002
- "Envision", 2002
- "Storm", 2006
- "Addenda", 2010

#### The River Knows
- The River Knows album"